# Fry (konstruktőr)
A Fry egy korábbi Formula–2-es konstruktőr, amely 1959-ben a Formula–1-ben is elindult, ám mindössze egy versenyen. A csapat versenyzője, Mike Parkes nem tudta kvalifikálni magát a versenyre.

## Teljes Formula–1-es eredménylista
(Táblázat értelmezése)

(Félkövér: pole-pozícióból indult; dőlt: leggyorsabb kört futott) 

| Év   | Kasztni | Motor  | Gumi | Versenyző   | 1   | 2   | 3   | 4   | 5   | 6   | 7   | 8   | 9   | Pont | Poz. |
| ---- | ------- | ------ | ---- | ----------- | --- | --- | --- | --- | --- | --- | --- | --- | --- | ---- | ---- |
| 1959 | Fry F2  | Climax | ?    |             | MON | 500 | NED | FRA | GBR | GER | POR | ITA | USA | 0    | Hn   |
| 1959 | Fry F2  | Climax | ?    | Mike Parkes |     |     |     |     | Nk  |     |     |     |     | 0    | Hn   |

## Fordítás
- Ez a szócikk részben vagy egészben  a   Fry (racing team) című angol Wikipédia-szócikk fordításán alapul.  Az eredeti cikk szerkesztőit annak laptörténete sorolja fel. Ez a jelzés csupán a megfogalmazás eredetét és a szerzői jogokat jelzi, nem szolgál a cikkben szereplő információk forrásmegjelöléseként.